# Nuneaton Borough Football Club
Nuneaton Borough Football Club (antigo Nuneaton Town) é um clube de futebol da Inglaterra, sediado na cidade de Nuneaton. Atualmente disputa a Conference National.
Fundado em 1889 como Nuneaton St Nicolas, tem como presidente Ian Neale. Seu estádio é o Liberty May (ou Triton Showers Community Arena por razões comerciais), com capacidade de 4.500 lugares. Suas cores são azul e branco.

## Títulos
- Southern League (primeira divisão): 1
  - (1998–99)
- Southern League Cup: 1
  - (1995-96)
- Birmingham Senior Cup: 9
  - (1931, 1949, 1956, 1960, 1978, 1980, 1993, 2002 e 2010)